# Dausse
Dausse település Franciaországban, Lot-et-Garonne megyében. Lakosainak száma 537 fő (2022. január 1.). Dausse Valeilles, Cazideroque, Penne-d’Agenais és Trémons községekkel határos.

## Népesség
A település népességének változása:
| Lakosok száma | 311  | 343  | 399  | 481  | 500  | 505  | 510  | 517  | 524  | 537  |
|               | 1968 | 1982 | 1990 | 2006 | 2013 | 2015 | 2017 | 2019 | 2020 | 2022 |